# Olga Quintanilha
Olga Quintanilha (Lisboa, 1942-2015) foi uma arquitecta portuguesa com forte envolvimento na Associação dos Arquitectos Portugueses (AAP) e na Ordem dos Arquitectos (OA), tendo sido a primeira mulher Presidente de ambas as instituições. 

## Percurso
Olga Quintanilha nasceu a 16 de Maio de 1942, em Lisboa, e formou-se na Escola Superior de Belas Artes de Lisboa (ESBAL) em 1967. Entre 1984 a 1990, exerceu actividade docente na Escola Secundária António Arroio, em Lisboa. 
Assumindo diversas funções nas organizações reguladoras da profissão, foi a primeira mulher Presidente da Associação dos Arquitectos Portugueses (AAP, no trénio 1996/1998) e depois da Ordem dos Arquitectos (OA, no período 1999/2001). Dedicou quase 20 anos da sua vida a estas instituições. 
Começando como membro da Direcção da Secção Regional do Sul da Associação dos Arquitectos Portugueses em 1982, ocupou diversos cargos directivos no Conselho Directivo Nacional e nas Secções Regionais até 2001.  Teve um papel determinante na elevação da associação pública dos arquitectos a Ordem, em 1998, em Portugal.
Entre 1989 e 1991, Olga Quintanilha foi membro Permanente do Conselho da Europa dos Arquitectos. 
Em 1999, foi eleita Presidente do DOCOMOMO Ibérico e integrou os júris de diversos concursos de arquitectura, nomeadamente para a remodelação da Estação de São Bento, no Porto (1985), reabilitação da Fortaleza de Sagres (1988), instalações do Banco de Portugal na Praça de Espanha, em Lisboa (1989), ou novas instalações da Assembleia da República (1992).
A arquitecta foi uma personalidade dedicada aos campos da formação e da dignificação da classe profissional. Participou em numerosos estudos e documentos normativos relacionados com o ensino. Membro permanente do Grupo de Trabalho Fomação/Ensino e Prática Profissional, no âmbito da actividade do Comité Consultivo para a aplicação da Directiva dos Arquitectos, foi coordenadora do "Livro Branco da Formação em Arquitectura em Portugal" e co-autora do "Livro Branco da Arquitectura e Ambiente Urbano" (1996).

## Reconhecimentos e Prémios
- 2014 - Membro honorário da Ordem dos Arquitetos (OA) [6]

## Obra

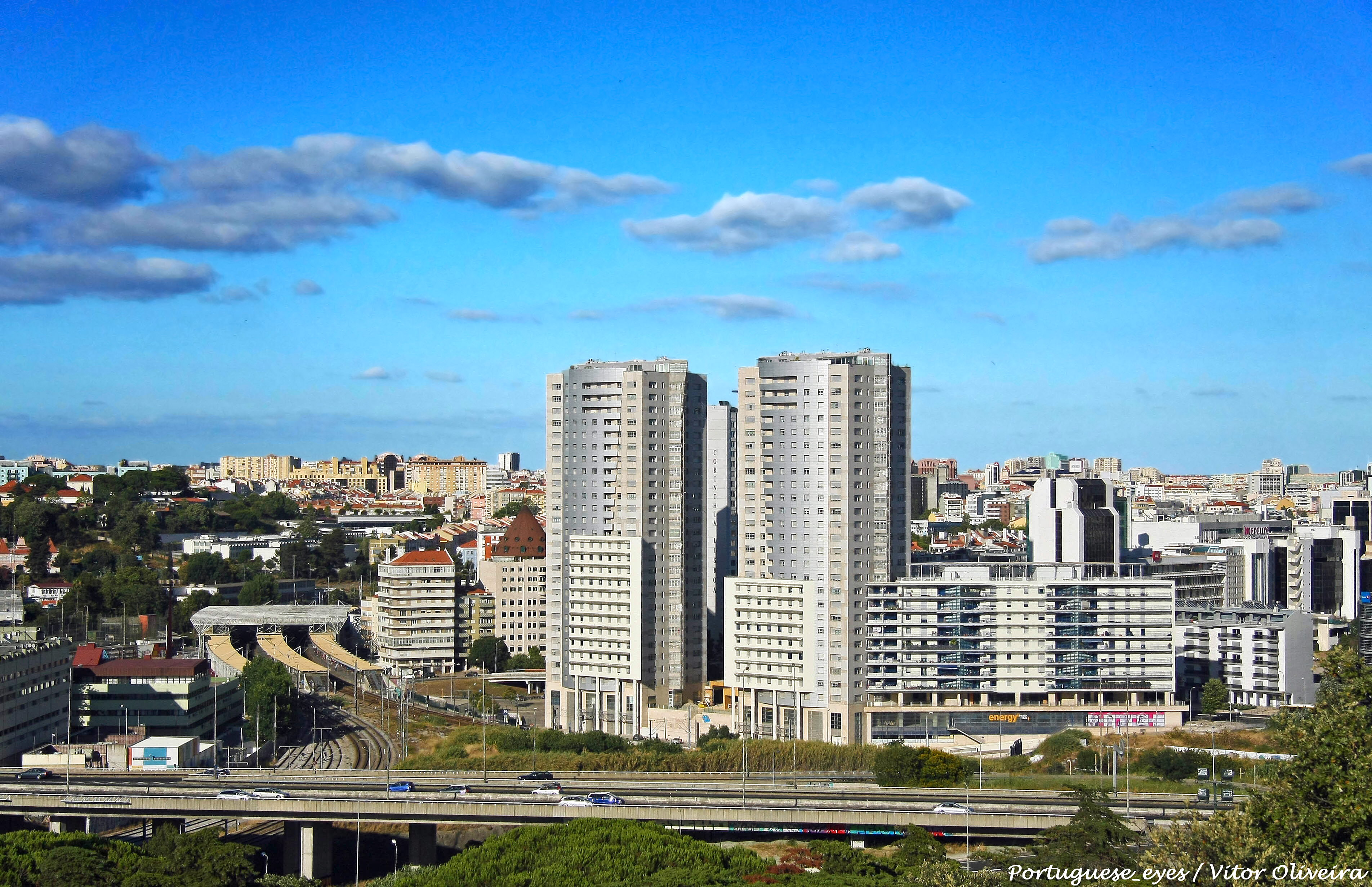
"Twin Towers" em Lisboa

Olga Quintanilha trabalhou sobretudo os espaços escolares, no âmbito do Gabinete Técnico da Direcção Geral da Administração Escolar do Ministério da Educação e em colaboração com os arquitectos Frederico George e Francisco Silva Dias.  Foi autora de inúmeros projectos em Portugal e no estrangeiro, sobretudo em Angola, onde apoiou tecnicamente o Governo de Luanda no diálogo com a UNESCO e as negociações com o Banco Africano de Desenvolvimento para o Projecto Educação, em 1982, bem como na construção de várias escolas em Luanda e do Instituto Médio Agrário do Huambo.
- 1999, Complexo Habitacional com Centro Comercial na Avenida José Malhoa, conhecido por "Twin Towers", Lisboa; [9][8][7][10]
- Direcção Geral dos Registos e Notariado, Viseu - Portugal; [8]
- 104 fogos na Quinta da Paradinha, Viseu - Portugal; [8]
- Estádio Municipal de Viseu (instalações de apoio e bancada), Viseu - Portugal; [8]
- Centro de Emprego de Setúbal, Portugal; [8]
- Complexo Universitário de Santa Joana, Aveiro - Portugal; [8]
- Agência Montepio Geral, Lisboa - Portugal; [8]
- Instituto Médio Agrário, Huambo - Angola; [8]
- Coordenou o "Livro Branco da Formação em Arquitectura em Portugal" e foi co-autora do "Livro Branco da Arquitectura e Ambiente Urbano" (1996).[11][7]